# Lanová dráha Schönleiten 6er
Schönleiten 6er je šestimístná sedačková lanovka. Vede na vrchol Wildenkarkogel. Spadá do rozhradní obce Saalbach a Leogang. Pod lanovkou vede částečně červená sjezdovka Schönleiten Talstation.